# Bt毒素
Bt毒素（ビーティー毒素）とは、Bacillus属に属する真正細菌の一種 バチルス・チューリンゲンシス (Bacillus thuringiensis) の産生する殺虫性タンパク質の別名である。
本毒素は大きく、結晶性タンパク質であるδ内毒素(δendotoxin)とVIPタンパク質の2種類に分けられている。このうち、δ内毒素は構造の異なる複数のタンパク質から構成されるCry毒素と単一のタンパク質グループから構成されるCyt毒素の2種類に分けられている。これらのδ内毒素はB.thuringiensisの芽胞形成期に副胞子小体としてつくられる。また、VIPタンパク質は増殖期の細胞によって産生されるタンパク質である。
農業用殺虫剤（生物農薬）の「BT剤」として利用される。